# Miorcani, Botoșani
Miorcani este un sat în comuna Rădăuți-Prut din județul Botoșani, Moldova, România.
Așezare:

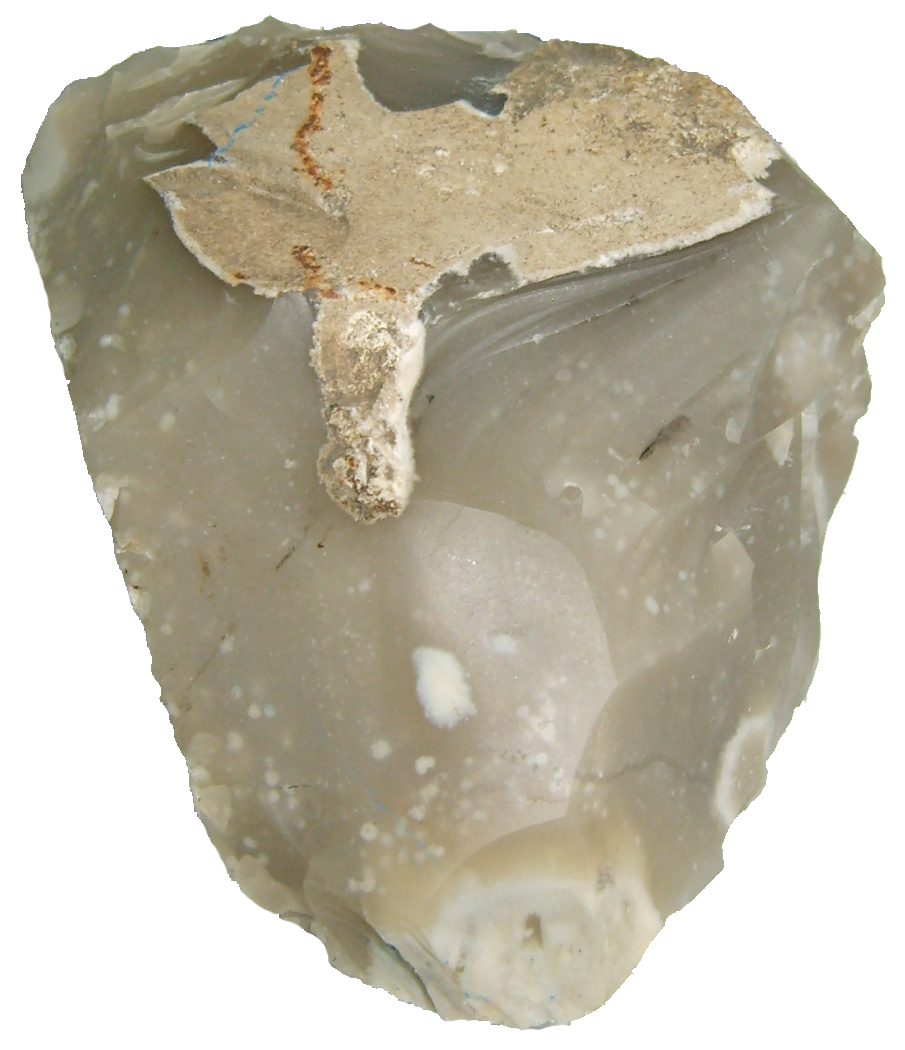
Silex de tip „Miorcani”

Comuna Rădăuți-Prut este situată la intersecția drumurilor naționale DN29A (care face legătura cu orașele Darabani, Dorohoi, Botoșani și Suceava) și DN24C (care, traversând localitatea Ștefănești, face legătura cu orașul Iași). Spre Botoșani, prin Cotușca, din localitatea Rădăuți-Prut pornește drumul județean 282C. 
Satul Miorcani este așezat la distanța de 800 m de râul Prut și la o depărtare de 5 km de Rădăuți–Prut, pe drumul de la Rădăuți–Ștefănești, drum numit în vechime „Calea Hotinului” care trece chiar prin mijlocul satului.
Denumirea satului
Satul se numește Miorcani din anul 1908. Înainte s-a numit Hudeștii Mici, după cum arată inscripțiile de donație de pe obiectele din biserică. Din anul 1894 începe să apară și denumirea de Miorcani, cum se găsește în condica de inspecție la școala din localitate.
Scurt istoric
Satul Miorcani a fost în 1864 proprietatea Beizadelei Alexandru Șuțu, iar din 1913 este cunoscut ca fiind în proprietatea familiei Pillat I.N. (curier judiciar 77, supliment, p. 11).
Biserica
Biserica Sf. Dimitrie din Miorcani e construită din piatră și cărămidă roșie de proprietarul Alexandru Șuțu la 1840 prin posesorul său Constantin Popovici. Pictura de pe catapeteasmă este aleasă, la fel și sculptura. Pe două icoane, a Mântuitorului și a Maicii Domnului, stă scris anul 1757. Sunt icoane vechi și pe toată catapeteasma, aduse de la bisericuța ce a fost în mijlocul satului, loc ce se află și astăzi megieșit de Alexandru Cananau. Potirul poartă numele și inscripția Maria Pulcheria Miclescu. Curtea bisericii este împrejmuită cu zid de piatră. 
Preoți care au slujit la această parohie
În anul 1894 a fost numit preot Cucu Ioan până în 1905, avându-i cântăreți pe Vasile Iordache și Visarion Popovici. În perioada 1905-1929 preot a fost Mironescu Victor și cântăreți Lungu Ioan și Hartopeanu Constantin. Din anul 1929 la 1 noiembrie preot paroh a fost numit Ioan Simionescu fiind transferat de la parohia Oneaga–Botoșani.
Reparații
În anul 1901 s-au făcut reparații înăuntru și afară, resfințindu-se la data de 7 decembrie 1901. În anul 1925 a fost reparată în interior și exterior prin contribuția enoriașilor, preot fiind Mironescu Victor iar la sfințire luând parte P.S. Episcop Cosma Petrovici. În anul 1932 a fost acoperită cu tablă zincată deoarece șindrila era stricată. Reparația s-a făcut prin contribuția enoriașilor.
Diviziune
În anul 1940 s-a înființat a doua parohie sub numele de Miorcani, împărțindu-se în două, iar satul a rămas parohia Miorcani.